# Białoruska Rewolucyjna Gromada
Białoruska Rewolucyjna Gromada (biał. Беларуская Рэвалюцыйная Грамада, Biełaruskaja Rewalucyjnaja Hramada) – białoruska partia polityczna założona w 1902 przez Iwana i Antona Łuckiewiczów.